# Turgenia latifolia
Turgenia latifolia là một loài thực vật có hoa trong họ Hoa tán. Loài này được (L.) Hoffm. miêu tả khoa học đầu tiên năm 1816.